# Bullhead (Dacota do Sul)
Bullhead é uma Região censo-designada localizada no estado norte-americano de Dakota do Sul, no Condado de Corson.

## Demografia
Segundo o censo norte-americano de 2000, a sua população era de 308 habitantes.

## Geografia
De acordo com o United States Census Bureau tem uma área de 
8,0 km², dos quais 7,8 km² cobertos por terra e 0,2 km² cobertos por água. Bullhead localiza-se a aproximadamente 541 m acima do nível do mar.

## Localidades na vizinhança
O diagrama seguinte representa as localidades num raio de 36 km ao redor de Bullhead. 